# Symphysanodon andersoni
Symphysanodon andersoni — вид морських окунеподібних риб родини Symphysanodontidae підряду Окуневидні (Percoidei).

## Поширення
Вид зустрічається на заході Індійського океану: в Аденській затоці на захід від острова Сокотра та в Аравійському морі біля берегів Західної Індії.

## Опис
Тіло завдовжки до 13,7 см.

## Спосіб життя
Морський, тропічний, бентопелагічний вид, що поширений на глибині 190—290 м.